# Missione di Mua

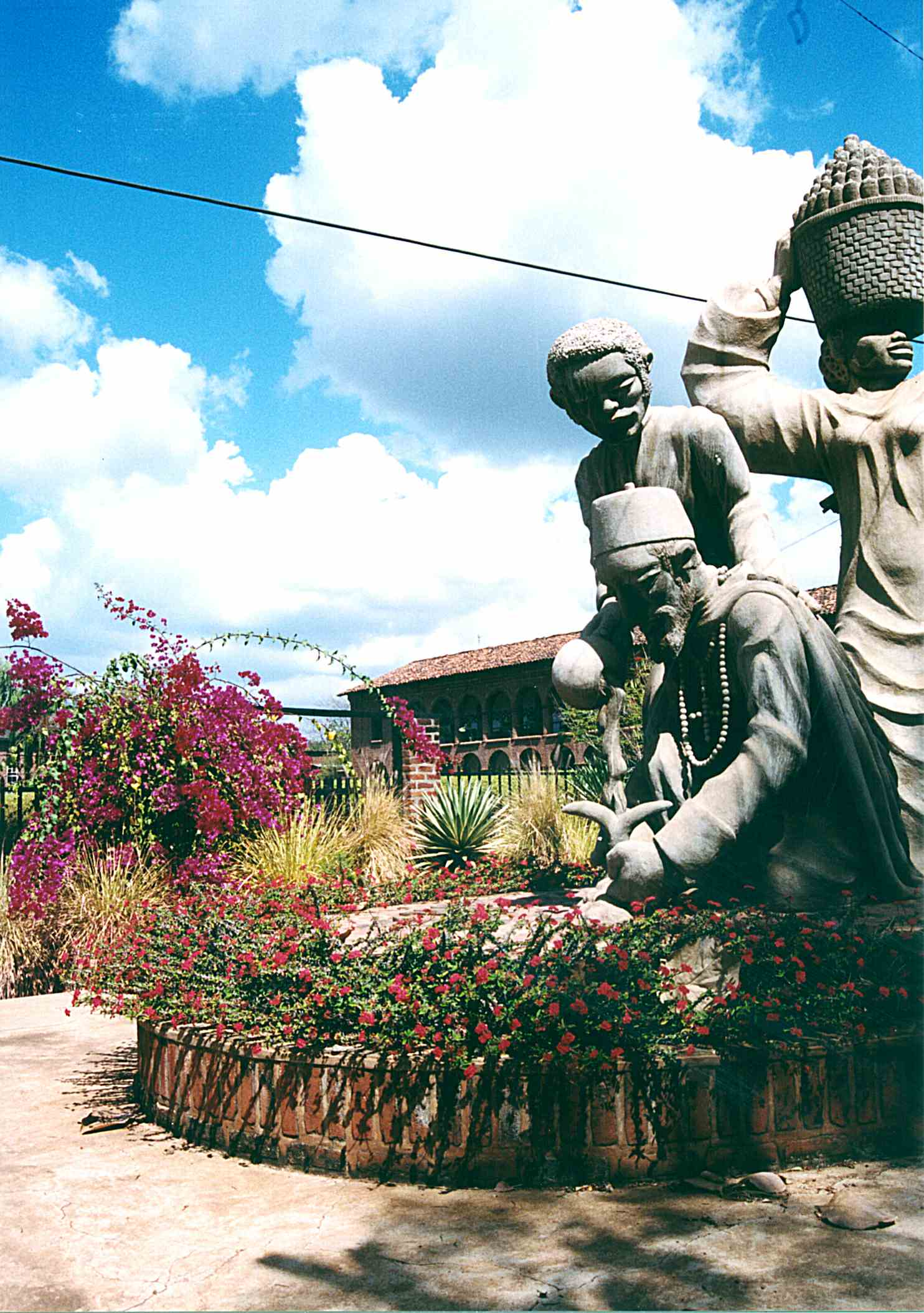
La missione di Mua

La missione di Mua è la più antica missione cattolica del Malawi. È situata nella parte centrale del Paese, nei pressi dell'altopiano di Dedza. È sede di un importante museo sulla cultura dei popoli del Malawi (Chewa, Ngoni e waYao), che contiene anche la più grande collezione al mondo di maschere rituali Gule Wamkulu. La missione gestisce anche una scuola di lavorazione del legno.

## Storia della missione
I fondatori della missione, i francesi Louveau e Perrot, giunsero a Mua il 13 settembre 1902. La comunità principale della zona era nella vicina Mtakataka, dove vivevano oltre 12.000 Ngoni. I missionari chiesero al capo locale la possibilità di creare una missione a Mtakataka, ma ricevettero un rifiuto. Per questo motivo si stabilirono definitivamente a Mua. I primi edifici in mattoni furono completati entro l'anno successivo, e la prima chiesa in muratura fu inaugurata nel 1907. La chiesa fu sostituita nel 1971 da quella odierna. Un terremoto danneggiò molte strutture alla metà degli anni ottanta.
Nel 1976, il missionario canadese Claude Boucher Chisale, che nutriva forte interesse per la cultura del Malawi, iniziò a raccogliere materiale, fondando il KuNgoni Centre of Culture and Art. Attorno al materiale raccolto da Chisale si sviluppò il museo sulla cultura del Malawi, iniziato nel 1991 e aperto al pubblico dal 1999.